# Tumor neuroendocrino
Los tumores neuroendocrinos (NET en inglés) o apudomas son un grupo de tumores que se originan ya sea en células que reciben impulsos nerviosos o que liberan hormonas. estos tumores se caracterizan por sintetizar polipéptidos con actividad de hormona.
El nombre deriva de las células que lo componen, que recibieron el nombre de células  A.P.U.D., (acrónimo de Amine Precursor Uptake Decarboxylation) o sea células que captan precursores de aminas y las trasforman por decarboxilación en péptidos con diferentes funciones.
Alrededor de dos tercios de los tumores neuroendócrinos se presentan en los intestinos, donde a menudo se les llama tumores carcinoides, pero también pueden formarse en el páncreas, los pulmones, el timo y otras partes del sistema endocrino. Los síntomas pueden incluir dolor, niveles altos o bajos de azúcar en la sangre y pérdida de peso. Son en general tumores de pequeño tamaño, entre 15 y 25 mm de diámetro, aunque a veces son mucho mayores, múltiples y malignos. Algunos casos pueden resultar en síndrome carcinoide que se presenta con enrojecimiento y diarrea.

## Clasificación
Se pueden clasificar en diferentes tipos, dependiendo de la sustancia que produzcan, los más habituales son:
- Gastrinomas. Producen gastrina que ocasiona secreción de ácido por el estómago (síndrome de Zollinger Ellison).
- Insulinomas. Producen y  secretan insulina de manera autónoma y ocasionan episodios de hipoglucemia.
- Feocromocitomas. Se localizan habitualmente en la médula suprarrenal y secretan adrenalina, originando entre otros síntomas hipertensión arterial.
- VIPomas. Secretan péptido intestinal vasoactivo (VIP) que ocasiona el síndrome de Verner-Morrison,  el cual se manifienta por diarrea acuosa, hipopotasemia e insuficiencia renal.
- Glucagonomas. Producen glucagón y puede causar diabetes, pérdida de peso y otros síntomas.
- Somatostatinoma. Secretan somatostatina y causan diabetes mellitus, esteatorrea y colelitiasis.

## Factores de riesgo y diagnóstico
Los factores de riesgo incluyen una serie de condiciones genéticas que incluyen el síndrome de neoplasia endocrina múltiple (MEN), la neurofibromatosis y la esclerosis tuberosa. Estos tumores se tratan como un grupo porque las células involucradas comparten características comunes, incluida la producción de aminas biogénicas y hormonas polipeptídicas. Suelen de crecimiento lento. El diagnóstico puede estar respaldado por pruebas de laboratorio, imágenes médicas y biopsia de tejido.

## Tratamiento y epidemiología
La enfermedad temprana puede curarse mediante cirugía. Para enfermedades más avanzadas, se pueden usar análogos de somatostatina, interferón, quimioterapia y terapia dirigida. Afectan aproximadamente a 8 por cada 100.000 personas al año. Son más comunes en personas mayores de 50 años. Los hombres y las mujeres parecen verse afectados con la misma frecuencia. Los tumores neuroendocrinos fueron descritos por primera vez en 1867 por Theodor Langhans.